# Тренч, Уильям Фредерик Ле Пор, 5-й граф Кланкарти
Уильям Фредерик Ле Пауэр Тренч, 5-й граф Кланкарти, 4-й маркиз Хойсден (англ. William Frederick Le Poer Trench, 5th Earl of Clancarty, 4th Marquess of Heusden; 29 декабря 1868 — 16 февраля 1929) — англо-ирландский пэр и голландский дворянин. Он носил титул учтивости — виконт Данло с 1872 по 1891 год.

## Происхождение и образование
Родился 29 декабря 1868 года в Форт-Эйре, графство Голуэй, Ирландия. Старший сын Ричарда Сомерсета Ле Пауэра Тренча, 4-го графа Кланкарти (1834—1891), и леди Аделизы Джорджианы Херви (1843—1911). Он получил образование в Итонском колледже (Виндзор, графство Беркшир).
29 мая 1891 года после смерти своего отца Уильям Фредерик Тренч унаследовал титулы 5-го графа Кланкарти (графство Корк), 4-го маркиза Хойсдена (Нидерланды), 5-го виконта Данло из Данло и Баллинасло (графство Голуэй и Роскоммон), 5-го барона Килконнела из Гарбалли (графство Голуэй), 4-го виконта Кланкарти (графство Корк) и 4-го барона Тренча из Гарбалли (графство Голуэй), став членом Палаты лордов Великобритании.
Служил младшим лейтенантом в 4-м батальоне Королевской легкой пехоты Шропшира (Королевское ополчение Херефордшира).

## Процесс о супружеской неверности
Виконт Данло женился в 1889 году, а в 1891 году сменил своего отца на посту 5-го графа Кланкарта. В период между этими событиями его отец, который категорически возражал против брака. Его первым шагом было приказать Данло, которому ещё не исполнился 21 год, поехать в Австралию .
Ходатайство о разводе рассматривалось в суде в 1890 году от имени виконта Данло перед сэром Джеймсом Ханненом. Оно было основано на письменных показаниях, подписанных в Австралии виконту, который позже утверждал, что подписал его, не понимая его последствий, и назвал Исидора Эмануэля Вертхаймера предполагаемым любовником его жены Белль, ныне леди Данло, в Лондоне It became a cause célèbre. Это стало известным делом. Присяжные установили, что не было доказано никаких неправомерных действий леди Данло с Вертхаймером. Ей дали высокооплачиваемую роль в бурлеске «Венера» импресарио Огастеса Харриса.

## Дальнейшая жизнь
Лорд Кланкарти также занимал должности заместителя лейтенанта и мирового судьи графства Голуэй . Лорд Кланкарти столкнулся с финансовыми проблемами и в 1904 году продал семейную собственность в Баллинасло, графство Голуэй. Он был объявлен банкротом в Ирландии в 1907 году и в Англии в 1910 году.

## Браки и дети

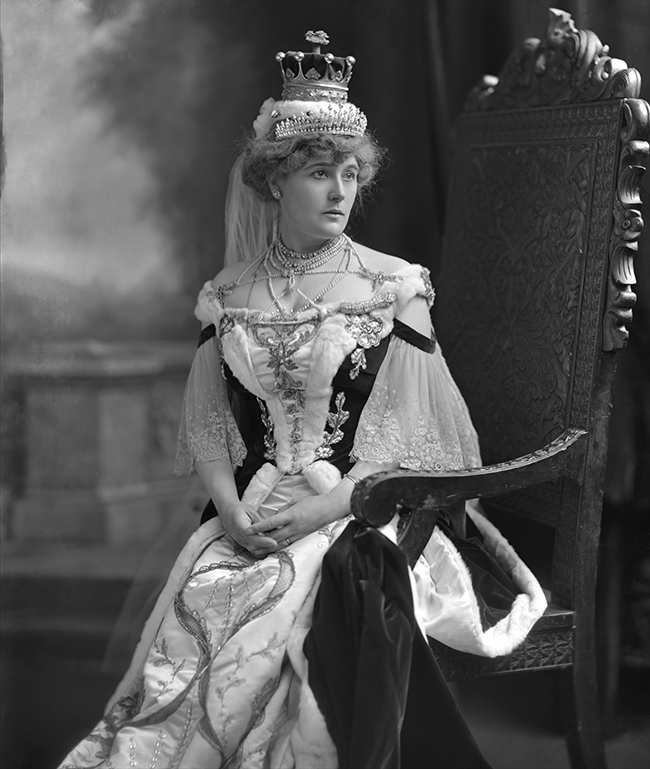
Графиня Кланкарти, бывшая исполнительница мюзик-холла Белль Билтон, фотография 1902 года.

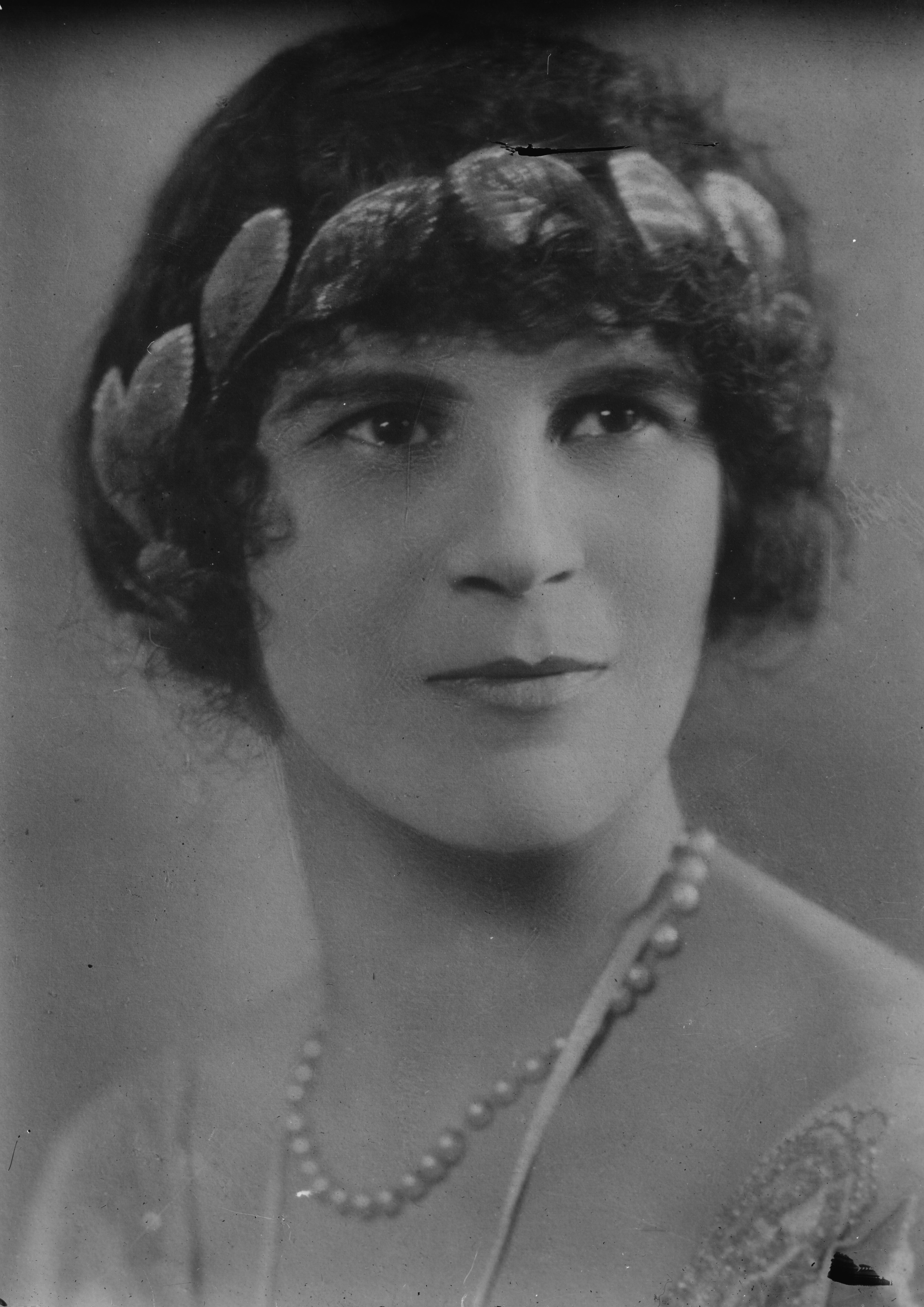
Мэри, графиня Кланкарти (вторая жена 5-го графа Кланкарти)

Лорд Кланкарти был дважды женат. 10 июля 1899 года в Лондоне Уильям Тренч, известный как виконт Данло, женился первым браком на Белль Билтон (1867 — 31 декабря 1906). Она была хорошо оплачиваемой артисткой мюзик-холла с настоящим именем Изабель Мод Пенрис Билтон, дочери сержанта Джона Джорджа Билтона. У супругов было пятеро детей:
- Ричард Фредерик Джон Доно Ле Пауэр Тренч, 6-й граф Кланкарти (27 декабря 1891 — 5 июня 1971), старший сын и преемник отца[8].
- Достопочтенный Пауэр Фрэнсис Уильям Ле Пауэр Тренч (27 декабря 1891 — 9 июня 1894), брат-близнец Ричарда[8]
- Леди Берил Франциска Кэтлин Бьянка Ле Пауэр Тренч (8 октября 1893 — 17 мая 1957)[8]
- Достопочтенный Родерик Чарльз Беркли Ле Пауэр Тренч (19 октября 1895 — 23 января 1937)[8]
- Гревилл Сидней Рошфорт Ле Пауэр Тренч, 7-й граф Кланкарти (10 декабря 1902 — 15 сентября 1975)[8].

7 октября 1908 года в Лондоне лорд Кланкарти женился вторым браком на Мэри Гваткин Эллис (? — 1974), дочери Уильяма Ф. Росс-Льюина Эллиса. У супругов было трое детей:
- Уильям Фрэнсис Бринсли Ле Пауэр Тренч, 8-й граф Кланкарти (18 сентября 1911 — 18 мая 1995)[8]
- Достопочтенный Пауэр Эдвард Форд Ле Пауэр Тренч (22 января 1917 — 29 января 1995), отец Николаса Тренча, 9-го графа Кланкарти[8].
- Леди Сибелл Альма Кэтлин Ле Пауэр Тренч (21 мая 1918—1974)[8].

## Смерть
Лорд Кланкарти умер 16 февраля 1929 года в возрасте 60 лет в Данло-Лодж, Таплоу, графство Бакингемшир. Он был похоронен в семейном склепе Кланкарти на Хайгейтском кладбище. Ему наследовал его старший сын Ричард.